# Spuren (Bloch)
Spuren ist eine Prosasammlung des deutschen Philosophen Ernst Bloch (1885–1977). Das Buch wurde 1930 veröffentlicht und ist Teil seiner zu Lebzeiten erschienen Werkausgabe. Darin bildet es als Band 1 gleichsam einen Prolog.

## Themen und Form
Spuren ist eine Sammlung von Aphorismen, Miniaturen, Parabeln und philosophischen Reflexionen. Das Werk lässt sich jedoch keiner eindeutigen Stilrichtung zuordnen, da es sich um einen enigmatischen Text handelt, der sich Klassifizierungen entzieht. Das Buch enthält in seiner zuletzt erweiterten Fassung 87 Prosastücke über Träume, Mythen, Märchen, Kunst, Technik und Gesellschaft. Die Stücke ordnete Bloch nach den Kategorien Lage, Geschick, Dasein und Dinge.
In Spuren erkundete Bloch das Alltägliche, aber auch das Verborgene und sogar das noch nicht Gedachte. Er versuchte, hinter den sichtbaren Erscheinungen der realen Welt die Spuren einer möglichen Zukunft, eines noch nicht verwirklichten besseren Lebens zu entdecken. Die Stücke wirken oft rätselhaft verworren und sind reich an skurril anmutenden Anekdoten. Manche Erzählungen erinnern an Detektivgeschichten und beinhalten scheinbar zufällige, aber schicksalhafte Begebenheiten. Auch Ähnlichkeiten mit Gespenstergeschichten sind vorhanden, etwa im Stück Einige Schemen linker Hand. Die meisten Prosastücke kreisen um die (Nicht-)Identität ihrer Figuren, die durch überraschende Enthüllungen ins Wanken gerät. Zunächst unbedeutend erscheinende Nebensächlichkeiten erhalten durch plötzliche Wendungen ungeahnte Bedeutung, die sich dem Lesenden oft nur ansatzweise erschließt. Zum Teil reflektierte Bloch Erinnerungen aus seiner Kindheit und Jugend in Ludwigshafen, besonders in dem Stück Geist, der sich erst bildet. Das Stück hat als einziges eine Binnengliederung mit Zwischenüberschriften.
25 Prosastücke ergänzte Bloch erst anlässlich späterer Suhrkamp-Ausgaben. Diese stammen teils aus der Entstehungszeit der Erstausgabe, teils schrieb er sie deutlich später. Die ergänzten Stücke sind jedoch nicht als Anhang oder Nachtrag angefügt, sondern wurden von Bloch als Montage funktional integriert. Die Länge variiert stark und reicht von wenigen Zeilen bis zu mehreren Seiten. Die eigentlichen Geschichten sind meist von wenigen einführenden und abschließenden Sätzen umgeben, die das Erzählte philosophisch einordnen.
Dem Buchinhalt – und damit der gesamten Werkausgabe – vorangestellt ist ein sehr kurzes Stück mit dem Titel Zuvor:

„Wie nun? Ich bin. Aber ich habe mich nicht.
Darum werden wir erst.“

## Hintergrund und Bedeutung für das Gesamtwerk
Der Entstehungszeitraum der Erstausgabe erstreckt sich über die Jahre von etwa 1908 bis 1929. Bloch publizierte die Texte anfangs als Artikel in Zeitungen wie dem Berliner Tageblatt und der Frankfurter Zeitung. Eine Auswahl dieser Artikel nahm er später in redigierter Form in seine Bücher auf, darunter Spuren. Die erste Buchausgabe wurde im Paul Cassirer Verlag durch Walter Feilchenfeldt verlegt und erschien 1930 in Berlin. Sämtliche Schriften Blochs, somit auch Spuren, waren zur NS-Zeit im Deutschen Reich verboten. Spuren war das erste Buch Blochs, das als Neuausgabe in der Bundesrepublik erschien, während seine früheren Nachkriegswerke in der DDR veröffentlicht wurden, in der er von 1948 bis 1961 lebte. Der entsprechende Band der Werkausgabe ist dem Suhrkamp-Verleger Siegfried Unseld gewidmet (die Erstausgabe widmete Bloch seiner zweiten Ehefrau Linda). Das Buch erschien in mehreren Sprachen, unter anderem auf Englisch, Französisch, Italienisch und Türkisch.
Der Buchtitel verweist einerseits auf den Begriff der Spur im ursprünglichen Wortsinn, als Hinterlassenschaft von und Hinweis auf Lebewesen oder auch im übertragenen Sinne auf eine kleine Menge, einen Rest. Andererseits steht er auch für eine spezifische Denkweise in Blochs Werk, die er in dem Text Das Merke als Spurenlesen bezeichnet. Bloch regt dazu an, auch auf „kleine Dinge“ zu achten und ihnen nachzugehen. Was leicht und seltsam sei, führe oft am weitesten, denn es hinterlasse „einen Eindruck in der Oberfläche des Lebens“. Kleine Vorfälle könnten so als „Spuren und Beispiele“ genommen werden. Dabei falle auf, was in den Geschichten nicht stimme, „weil es mit uns und allem nicht stimmt“. Er nennt dieses Vorgehen auch „fabelnd Denken“. Dabei stand das Konzept des Vorscheins im Mittelpunkt – also der Hinweis auf eine erst noch kommende, utopische Welt. Spuren gilt daher als anregend für ein offenes, assoziatives Denken nach vorn, das den Lesenden dazu einlädt, eigene Entdeckungen zu machen. Viele der Geschichten wirken unabgeschlossen: es bleibt ein Rest zum Nach- und Weiterdenken beim Lesenden. „Hier bewegt sich etwas bzw. bewegt sich etwas weiter, so daß man nicht einfach die Nachttischlampe auslöscht und sich bequem auf die Seite legt und zufrieden einschläft, sondern es hat etwas geritzt, es ist ein Stachel in der Geschichte.“

## Kritiken
Nach der Erstveröffentlichung in den 1930er Jahren wenig wahrgenommen, stieß das Werk später in der Bundesrepublik auf breite Resonanz. Die erste Nachkriegsausgabe rief einen Essay Theodor W. Adornos hervor, in dem er das Werk ablehnte, ja abwehrte. Adorno sah Widersprüche zwischen Blochs Philosophie der Hoffnung und dem Spurenlesen. Im Unterschied zu seinem Hauptwerk sei Spuren durch gesprochene, nicht geschriebene, naive Philosophie gekennzeichnet, die verlange, dem Formlosen Ausdruck und Bedeutung zu verleihen. Adorno fixierte das Buch nach Einschätzung von Laura Boella damit auf einen expressionistischen Charakter, der sich nicht in ein Denksystem pressen lasse.
Der französische Philosoph Jean-François Lyotard verwies in der Hommage Macht der Spuren auf die eigentümlichen Bezüge zwischen Rahmen- und Binnenerzählung sowie die Übergänge zwischen utopischer Zukunft, Vergangenheit und Gegenwart (besonders im Stück Fall ins Jetzt). Der Religionshistoriker Gershom Scholem nannte Spuren Blochs „… glanzvollste, obwohl vielfach verwickelte Leistung als philosophierender Erzähler“. Es sei das zugänglichste und „populärste“ seiner Werke. Der Literaturkritiker Fritz J. Raddatz rezensierte Blochs Spuren in der Zeit-Bibliothek der 100 Bücher. Für ihn war es „… vielleicht sein schönstes Buch, genau und verspielt zugleich, Phantastik und ernsten Sinn mischend …“. Bloch webe diesen Flickenteppich der Fantasie mit Meisterhand, und was er aus einem einzigen Satz herausholen könne, grenze ans Wunder. Der Philosoph Burghart Schmidt zählte Spuren als „das große Erzählwerk mit philosophischem Tiefgang“ zu den Bloch-Werken, die ihn am meisten beeinflussten.

## Rezeption
Gerhard Hoehme schuf die Kunstmappe Das Merke und andere Texte aus »Spuren« von Ernst Bloch mit sieben Originalradierungen, ausgewählt und mit einem Nachwort versehen von Roland Bothner (Heidelberg 1985).

## Ausgaben und Anthologien (Auswahl)

### Deutschsprachige Ausgaben
- Spuren. Erste Ausgabe, Paul Cassirer, Berlin 1930.
- Spuren. Parabeln. Zweite, erweiterte Ausgabe (= Band 54 der Bibliothek Suhrkamp), Suhrkamp Verlag, Frankfurt am Main 1959.
- Spuren. Neue, erweiterte Ausgabe (= Band 1 der Ernst-Bloch-Werkausgabe), Suhrkamp Verlag, Frankfurt am Main 1969.

### Fremdsprachige Ausgaben
- Traces. Übersetzt ins Englische von Anthony A. Nassar, Stanford University Press, 2006, ISBN 978-0-80-474118-7.
- Traces. Übersetzt ins Französische von Hans Hildenbrand und Pierre Quillet, Gallimard, 1998, ISBN 978-2-07-075058-0.
- Tracce. Übersetzt ins Italienische von Laura Boella, Garzanti, 2019, ISBN 978-8-81-160740-3.
- İzler. Übersetzt ins Türkische von Suzan Geridönmez, 2. Auflage, Iletism, 2018, ISBN 978-9-75-050734-2.

### Anthologien
- Josef Billen  (Hrsg.): Deutsche Parabeln. Reclam, Stuttgart 2001, ISBN 978-3-15-007761-0, S. 125–130 (vier Textstücke).
- Johann Kreuzer, Ulrich Ruschig (Hrsg.): Ernst Bloch. Gesellschaft und Kultur. Ausgewählte Schriften Band 2, Suhrkamp Verlag, Berlin 2010, ISBN 978-3-518-29566-3, S. 423–450 (neun Textstücke).